# Луций Марций Филипп (консул 91 года до н. э.)
Лу́ций Ма́рций Фили́пп (лат. Lucius Marcius Philippus; родился не позднее 136 года до н. э., Рим, Римская республика — умер после 76 года до н. э., Рим, Римская республика) — древнеримский политический деятель и оратор из плебейского рода Марциев, консул 91 года до н. э., цензор 86 года до н. э. В начале своей карьеры был народным трибуном (предположительно в 104 году до н. э.) и выдвинул проект аграрного закона, от которого отказался, встретив противодействие нобилитета. Консулом стал со второй попытки и в этом качестве возглавил сопротивление попыткам Марка Ливия Друза провести курс реформ. В конце концов законы Друза были отменены, а он сам погиб, причём Филиппа подозревали в организации убийства.
В гражданских войнах 80-х годов до н. э. Луций Марций сначала был на стороне марианской «партии» и даже стал цензором во время правления Луция Корнелия Цинны. Но, когда Луций Корнелий Сулла во второй раз двинулся на Рим, Филипп перешёл на его сторону. В последующие годы Луций Марций был самым влиятельным членом сената. В 78—77 годах до н. э. он активно выступал против Марка Эмилия Лепида, поднявшего мятеж против сулланских порядков. После разгрома Лепида именно Филипп предложил направить Гнея Помпея Великого в Испанию на войну с марианцем Квинтом Серторием.
Луций Марций считался одним из лучших ораторов эпохи.

## Биография

### Происхождение
Луций Марций принадлежал к знатному плебейскому роду Марциев, представители которого начали занимать высшие должности сразу после допуска плебеев к консулату. В поздних генеалогиях, возникших не позже начала I века до н. э., к этому роду причисляют легендарного мятежника-патриция Гнея Марция Кориолана. Согласно таким родословным, предком Марциев был один из римских царей Анк Марций, который, в свою очередь, по матери был внуком Нумы Помпилия. Некоторые античные генеалоги пытались вести происхождение этого семейства от одного из сыновей Нумы и настаивали на его связи с богом войны Марсом.
Марции первыми из плебеев получили высокие должности диктатора и цензора, первыми вошли в состав коллегий авгуров и понтификов; некоторые ранние представители этого рода снискали беспрецедентные почести. В связи с этим немецкий антиковед Фридрих Мюнцер предположил, что в действительности Марции имели патрицианское происхождение.
Первым носителем когномена Филипп стал Квинт Марций, консул 281 года до н. э. Источники связывают происхождение этого когномена с именем царя Македонии (видимо, ошибочно). В историографии когномен ставят в один смысловой ряд с родовым прозвищем Филон (у Публилиев и Ветуриев). Согласно Капитолийским фастам, отец и дед Луция носили преномен Квинт; они не занимали курульные магистратуры. Прадедом Луция был ещё один Квинт, двукратный консул (в 186 и 169 годах до н. э.), командовавший в Третьей Македонской войне. Он, в свою очередь, был внуком родоначальника.
Мать Луция Марция принадлежала к патрицианскому роду Клавдиев. Она была дочерью Аппия Клавдия Пульхра, консула 143 года до н. э. Таким образом, Филипп приходился племянником Гаю и Аппию Пульхрам, консулам 92 и 79 годов до н. э. соответственно. На его двоюродной сестре был женат Луций Лициний Лукулл.

### Ранние годы и начало карьеры
Исходя из требований Закона Виллия, исследователи датируют рождение Луция Марция 136 годом до н. э. Известно, что он не занимал офицерскую должность военного трибуна, с которой начинали свою карьеру многие римские аристократы; возможно, он вообще никогда не был военным. Около 110 года до н. э. некто Луций Филипп был монетарием и чеканил монеты с изображениями конной статуи Квинта Марция Тремула на одной стороне и лаврового венка на другой. Предположительно это был будущий консул 91 года до н. э.
Приблизительно в 104 году до н. э. Филипп был народным трибуном. В этом качестве он выдвинул аграрный закон, который, по мнению Ф. Мюнцера, предвосхищал законопроект Луция Аппулея Сатурнина. Во многих своих речах, как сообщает Марк Туллий Цицерон, Луций Марций «заискивал перед народом»; тем не менее он согласился отозвать свой закон, когда понял, что нобилитет против него. Ю. Циркин в связи с этими событиями называет Филиппа «одним из лидеров популяров». В 100 году до н. э., в решающий момент борьбы сената с народным трибуном Сатурнином, Филипп в числе прочих аристократов явился на комиций, чтобы принять участие в открытом бою с «мятежниками».
В эдилы Филипп не избирался. Такой вывод исследователи делают из сообщения Цицерона: «Луций Марций… не раз ставил себе в заслугу то, что он, не устроив никаких развлечений для народа, достиг всех магистратур, считающихся высшими». Не позже 96 года до н. э. он должен был занимать претуру, а в 94 году выдвинул свою кандидатуру в консулы. На тот момент Филипп уже имел широкие связи, заслуги, репутацию выдающегося оратора, был членом жреческой коллегии авгуров; тем не менее избиратели предпочли ему нового человека Марка Геренния. Это стало для всех полной неожиданностью.
Судя по двум эпизодам, упомянутым в трактате Цицерона «Об ораторе», действие которого происходит в 91 году до н. э., в этот период Луций Марций не раз выступал в суде. О содержании процессов ничего не известно, но, по мнению Ф. Мюнцера, складывается впечатление, что по крайней мере однажды Филипп был обвиняемым; можно предположить, что речь шла о каких-то злоупотреблениях властью. Он был оправдан, и это может говорить о хороших отношениях со всадническим сословием, которое в ту эпоху контролировало суды. В «Эпитомах» Луция Аннея Флора упоминается обвинение, выдвинутое против Филиппа Квинтом Сервилием Цепионом: «в атаку на сенат ринулся Цепион, обвинив в превышении власти вождей нобилитета Скавра и Филиппа». Это событие датируют 92 годом до н. э., но при этом остаются неясными детали. В частности, неизвестно, было ли действительно выдвинуто одно обвинение против двух нобилей или Флор уплотнил повествование таким образом, что из двух судебных дел получилось одно. В любом случае до собственно суда дело не дошло.
В 92 году до н. э. Луций Марций во второй раз выдвинул свою кандидатуру в консулы. Оба консула этого года были с ним связаны узами родства или дружбы: патриций Гай Клавдий Пульхр приходился ему родным дядей, плебей Марк Перперна позже стал его коллегой по цензуре. Благодаря этому Филипп одержал победу. Его коллегой стал патриций Секст Юлий Цезарь.

### Консулат и борьба против Марка Ливия Друза
Главные события консульского года Луция Марция (91 год до н. э.) связаны с попыткой провести масштабные преобразования, которую предпринял народный трибун Марк Ливий Друз. Предположительно это была реакция части сената на чрезмерное усиление всадников: последние, контролируя суды, добились изгнания по надуманному обвинению консуляра Публия Рутилия Руфа, предприняли атаку на принцепса сената Скавра. Друза поддержал ряд видных нобилей: Скавр, лучший оратор эпохи Луций Лициний Красс, Квинт Муций Сцевола Понтифик, предположительно Марк Антоний Оратор и городской претор 91 года Квинт Помпей Руф. Из молодых политиков на стороне Марка Ливия были Гай Юлий Цезарь Страбон Вописк, Публий Сульпиций, Гай Аврелий Котта, Луций Меммий.
Друз предполагал своими реформами удовлетворить интересы всех слоёв населения: сенат получал контроль над судами, всадники — 300 мест в сенате, плебс — участки земли и хлебные раздачи (или снижение цен на хлеб). Но он получил обратный эффект: все эти группы объединились против него. В частности, врагами реформ оказалось большинство сенаторов, которых возглавил Луций Марций. Главным союзником последнего оказался недавний противник, Квинт Сервилий Цепион; антиковед Э. Бэдиан предположил, что за обоими стоял Гай Марий — самый влиятельный политик 100-х годов до н. э., пытавшийся теперь вернуться на прежние позиции.
Основная борьба развернулась в народном собрании. Друз предложил законопроект, в котором объединил все свои инициативы, а Филипп выступил против. Стороны действовали крайне ожесточённо. Марк Ливий угрожал, что прикажет сбросить Цепиона с Тарпейской скалы, а против Луция Марция он даже применил физическое воздействие:

Консулу, возражавшему против его аграрных законов, он в собрании так сильно сдавил шею, что у того обильно потекла из носа кровь, которую он (Друз), упрекая того в излишестве, назвал рассолом из маринованных тунцов.
— Аврелий Виктор. О знаменитых людях, LXVI, 9.
Согласно Флору, Луция Марция душил помощник трибуна. В конце концов, законопроект Друза был принят. Тогда Филипп обратился к сенату с требованием добиться аннулирования нового закона, принятого с применением насилия и в нарушение Lex Caecilia—Didia, запрещавшего объединять в одном документе разные инициативы. Решительной поддержки он не нашёл, а потому выступил в народном собрании с сенсационным заявлением: консул сообщил, «что должен искать более разумного государственного совета, ибо с теперешним сенатом он не в состоянии управлять республикой». Уже на следующий день, в сентябрьские иды (13 сентября), Друз созвал сенат, чтобы обсудить возникшую ситуацию. Он рассказал собравшимся, что Луций Марций нападал перед народом на всё сенаторское сословие. Его поддержал Луций Лициний Красс: он «оплакивал горькую участь осиротелого сената, где наследственное достоинство отнимает, подобно нечестивому грабителю, тот самый консул, который обязан быть сенаторам добрым отцом и верным попечителем; да и нечего удивляться, что человек, уже нанесший столько вреда республике, хочет теперь лишить ее и такой опоры, как сенат».
Филипп, услышав такое, потерял контроль над собой и пригрозил Крассу взысканием с него пени под залог (эта мера обычно применялась по отношению к сенаторам, пропускавшим заседания). Луций Лициний же ответил, что не признаёт консулом человека, который не признаёт его сенатором, и произнёс слова, ставшие знаменитыми:

Что же, раз ты счел залоговым имуществом права всего моего сословия и урезаешь их перед лицом римского народа, ты думаешь напугать меня этими залогами? Не имущество мое надо тебе урезать, если хочешь усмирить Красса: язык мой тебе надо для этого отрезать! Но даже будь он вырван, само дыхание мое восславит мою свободу и опровергнет твой произвол!
— Цицерон. Об ораторе, III, 4
Сенаторы, потрясённые речью Красса (Цицерон позже признавал её лучшей в творчестве этого оратора) единогласно постановили: «Римский народ не должен сомневаться в том, что сенат всегда неизменно предан заботе о благе Республики». Это был ответ на заявление Луция Марция. Но намного большее значение на ход событий оказал тот факт, что Красс, потративший слишком много сил на своё выступление, сразу после него почувствовал себя плохо, а спустя девять дней скончался. Это резко ослабило «партию» Друза. К тому же появилась информация о связях Марка Ливия с италиками, добивавшимися статуса римских граждан.
Ещё весной Друз предупредил Луция Марция о том, что во время праздника на Альбанской горе римские союзники собираются принести в жертву богам и Филиппа, и его коллегу Секста Юлия Цезаря. Это могло навлечь на народного трибуна подозрения в связях с заговорщиками. Позже выяснилось, что италики по всей стране приносят клятву на верность Друзу, соглашаясь считать его своим величайшим благодетелем, если он добьётся для них гражданства. Существует предположение, что именно Луций Марций получил в свои руки текст клятвы и зачитал его сенаторам. Те, испуганные перспективой сосредоточения в руках народного трибуна огромной власти, объявили законы Друза недействительными на основании Lex Caecilia—Didia. Вскоре Марк Ливий был убит. Смертельный удар ножом ему нанёс неизвестный, которого так и не нашли; народная молва обвиняла в организации этого убийства Филиппа.

### Между марианцами и Суллой
В самом конце консульского года Филиппа италики восстали против Рима. В связи с этим в 90 году до н. э. был принят закон Вария, согласно которому подлежали суду римляне, подстрекавшие союзников к восстанию. Известно, что Луций Марций был свидетелем обвинения в двух таких процессах — когда судили союзников Друза Квинта Помпея Руфа и Луция Меммия. По словам очевидца, Марка Туллия Цицерона, показания Филиппа «не уступали обвинению ни страстью, ни силой, ни богатством речи».
Вслед за войной с союзниками началась гражданская война между марианской «партией» с одной стороны и сулланцами с другой. В историографии нет единого мнения о позиции Филиппа в этом конфликте: Ф. Мюнцер считает, что Луций Марций в силу своей принадлежности к «народной партии» и старых связей со всадниками был убеждённым марианцем, А. Кивни — что он просто использовал карьерные возможности, стараясь сохранять свободу действий. Точно известно одно: когда Марий и Луций Корнелий Цинна заняли Рим (конец 87 года до н. э.), Луций Марций в отличие от ряда других аристократов остался в городе. Он был одним из всего трёх консуляров в сенате времён единоличного правления Цинны, а потому в 86 году до н. э. стал одним из цензоров вместе с Марком Перперной. В ходе проведённой им переписи в списки римских граждан впервые включались италики, получившие гражданство в ходе Союзнической войны. Исследователи отмечают, что прирост по сравнению с предыдущей переписью получился небольшим, и дело здесь не только в огромных военных потерях: новых квиритов включали в списки явно выборочно. Это подтверждает и тот факт, что по данным следующей переписи, 70 года до н. э., граждан стало почти вдвое больше — 910 тысяч против 463 тысяч.
В качестве цензора Луций Марций исключил из сената собственного дядю, Аппия Клавдия Пульхра; причиной тому стала приверженность последнего сулланской партии. Но в том же году (86 до н. э.) Филипп защищал в суде юного Гнея Помпея (впоследствии Великого), которого обвиняли в присвоении добычи, захваченной его отцом в Аускуле в 89 году до н. э. Цензора не остановил тот факт, что отец Гнея оборонял Рим от Мария и Цинны в 88 году до н. э. Другими защитниками Помпея были будущий трёхкратный консул Гней Папирий Карбон и молодой, но подававший большие надежды оратор Квинт Гортензий Гортал. Плутарх сообщает, что в своей речи в суде Луций Марций сказал: «Нет ничего неожиданного в том, что Филипп любит Александра»; оратор имел в виду внешнее сходство обвиняемого с Александром Македонским, на которое часто обращали внимание в те годы. В конце концов, был вынесен оправдательный приговор.
В эти годы главный враг марианцев, Луций Корнелий Сулла, вёл войну с Митридатом на Востоке, а затем готовился к высадке в Италии и новой гражданской войне. В историографии есть мнение, что в сенате существовала влиятельная группа центристов, выступавшая за компромисс между враждующими «партиями». К этой группе во главе с Луцием Валерием Флакком причисляют и Луция Марция, чей огромный авторитет мог помочь мирным инициативам. Когда стало ясно, что открытый конфликт неизбежен, центристы, включая Филиппа, один за другим перешли на сторону Суллы. Появление Луция Марция в лагере сулланцев было для последних огромным успехом: на тот момент их не поддерживал ни один цензорий (бывший цензор). Сулла поручил Луцию Марцию взять под контроль Сардинию (82 год до н. э.), и тот с этой задачей справился: марианский наместник острова Квинт Антоний Бальб был «вытеснен и убит». Предположительно, сразу после этого Филипп занял и Корсику.

### Поздние годы
Во время диктатуры Суллы Луций Марций занял ещё более видное место среди малочисленных сенаторов, бывших когда-либо курульными магистратами. Когда достигший преклонного возраста Луций Валерий Флакк отошёл от политической деятельности, Филипп стал его неформальным преемником в качестве лидера сената. По словам Саллюстия, в 78—77 годах до н. э. он «был старше по возрасту и превосходил остальных своими советами».
После смерти Суллы (78 год до н. э.) Луций Марций высказался в сенате за то, чтобы тело умершего не похоронили, как это было принято у Корнелиев, а сожгли в соответствии с завещанием. При этом он мог иметь в виду печальную посмертную судьбу Гая Мария: прах последнего после победы сулланцев был выброшен в Тибр. Его мнение победило. Во время погребальной церемонии речь над телом произнёс, по словам Аппиана, «лучший из тогдашних ораторов». Здесь мог иметься в виду как Квинт Гортензий Гортал, так и Филипп, причём Ф. Мюнцер считает второй вариант более вероятным в силу высокого ранга Луция Марция (Гортал был тогда всего лишь квесторием, то есть бывшим квестором).
Когда консул 78 года до н. э. Марк Эмилий Лепид начал подготовку к восстанию, чтобы свергнуть сулланские порядки, Луций Марций одним из первых настаивал на решительных мерах против мятежника. Большинство в сенате всё-таки постановило предложить Лепиду амнистию в обмен на прекращение его деятельности, но это предложение было отвергнуто. Позже Лепид отказался приехать в Рим для проведения очередных выборов и усилил свою армию за счёт изгнанников и восставших этрусков; тогда Филипп предложил сенаторам ввести чрезвычайное положение и поручить магистратам принять меры для защиты города. Так и было сделано.
Лепид потерпел поражение и вскоре умер, но остатки его армии переправились в Испанию, где действовал ещё один враг сулланского режима Квинт Серторий. Поэтому Луций Марций предложил направить за Пиренеи, на помощь Квинту Цецилию Метеллу Пию, новую армию во главе с Гнеем Помпеем Великим, наделённым соответствующим империем. Филиппа не остановило то, что Помпей в силу возраста не занимал ещё ни одной курульной магистратуры и был формально простым всадником.

Рассказывают, что когда кто-то с удивлением спросил Филиппа в сенате, неужели он считает нужным облечь Помпея консульскими полномочиями, или, как говорят в Риме, послать его в звании вместо консула, Филипп отвечал: «Нет, вместо обоих консулов», — желая дать понять этим, что оба тогдашних консула — полнейшие ничтожества.
— Плутарх. Помпей, 17
Помимо Плутарха, об этом остроумном замечании Филиппа, основанном на игре слов («pro consule» — «pro consulibus»), сообщают Цицерон и Павел Орозий. Предложение Луция Марция было принято. Примерно в те же годы Филипп выдвинул ещё две инициативы. Одна из них предполагала, что города, которые в обмен на денежные выплаты получили от Суллы автономию, должны снова платить дань Риму, а их деньги, отданные диктатору, возврату не подлежат. Сенат это предложение принял; Цицерон в трактате «Об обязанностях», написанном спустя 30 лет, назвал эту историю позорной. Другой инициативой Филиппа было предложение аннексировать Египет в соответствии с завещанием царя Птолемея XI Александра, умершего в 80 году до н. э. Цицерон пишет: «Как я хорошо помню, Луций Филипп не раз настаивал на этом в сенате». Соответственно это должно было происходить в 76 году до н. э., когда Цицерон стал сенатором, или вскоре после этого.
Больше Луций Марций не упоминается в источниках. Поскольку в 76 году до н. э. ему было уже как минимум 60 лет, исследователи предполагают, что он умер немного позже этой даты.

## Интеллектуальные занятия
Луций Марций имел репутацию выдающегося мастера красноречия. Марк Туллий Цицерон называет его «великим оратором», человеком «исключительно речистым и образованным», причисляет к лучшим ораторам Рима наряду с Луцием Лицинием Крассом, Марком Антонием и Квинтом Гортензием Горталом. При этом устами Антония Цицерон выражает своё удивление тем, что Филипп не умел начинать свои выступления: он «обычно так приступает к речи, точно не знает, с какого бы слова ему начать, и объясняет, что привык вступать в бой только тогда, когда разомнет себе руку».
В 90-е годы до н. э. Луций Марций регулярно выступал в судах. В период между гражданскими войнами (86 — 84 годы до н. э.) он произносил речи в суде всего «один или два раза». В 81 году до н. э. он вместе с Квинтом Гортензием Горталом был представителем Секста Невия в процессе против Публия Квинкция; последнего защищал начинавший свою карьеру Марк Туллий Цицерон, так что Квинкций был оправдан.
Текст одной речи Луция Марция приводит Саллюстий в одном из сохранившихся фрагментов «Истории», но, по-видимому, эта речь не подлинная.

## Семья
Источники не называют имя жены Луция Марция. Известно, что для неё это было второе замужество. В первом браке с представителем плебейского рода Геллиев она родила сына, который воспитывался в доме Филиппа. От второго мужа она родила около 102 года до н. э. сына Луция, который стал консулом в 56 году до н. э.
Возможно, к дому Филиппа принадлежал врач Луций Марций Протомах, сын Гераклида, которого упоминает трёхъязычная надпись (на латинском, греческом и финикийском языках) в городе Утика в Африке.

## Оценки личности и деятельности
Псевдо-Аврелий Виктор сообщает, что Луций Марций отличался чревоугодием. Квинт Гораций Флакк сделал Филиппа героем одного из своих «Посланий». В его изображении Луций Марций «ищет себе везде, чем развлечься, над чем посмеяться»; ради забавы он убеждает небогатого городского глашатая Волтея Мену купить землю и стать крестьянином. Марк Туллий Цицерон называет Луция Марция «мужем великого ума и высоко прославленным», «высоко почитаемой за свою мудрость и свой сан личностью».
В связи с событиями 91 года до н. э. античные авторы писали о том, что Квинт Сервилий Цепион действовал в интересах всадничества. Антиковеды XIX века распространили это суждение и на Луция Марция; в современной историографии есть мнения как за, так и против такого толкования этого эпизода его биографии.
Антиковед А. Кивни так прокомментировал «непотопляемость» Луция Марция в эпоху гражданской войны: «Филипп в действительности не принадлежал к циннанцам, а использовал свои значительные политические таланты для продвижения в эти сложные годы, ни в коей мере не скомпрометировав себя и не потеряв свободы действий».

## В художественной литературе
Луций Марций является персонажем романа Колин Маккалоу «Битва за Рим».